# Communauté de communes Séranne-Pic Saint-Loup
La Communauté de communes Séranne-Pic Saint-Loup était une communauté de communes française, située dans le département de l'Hérault et la région Languedoc-Roussillon.
Au 1er janvier 2010, elle a fusionné avec la Communauté de communes du Pic Saint-Loup et celle de l'Orthus pour créer la Communauté de communes du Grand Pic Saint-Loup (arrêté préfectoral du 7 décembre 2009).

## Composition
Elle regroupait 10 communes:
- Causse-de-la-Selle
- Mas-de-Londres
- Notre-Dame-de-Londres
- Pégairolles-de-Buèges
- Rouet
- Saint-André-de-Buèges
- Saint-Jean-de-Buèges
- Saint-Martin-de-Londres
- Viols-en-Laval
- Viols-le-Fort